# Бьорн Йонсен
Бьорн Мош Йонсен (на норвежки: Bjørn Maars Johnsen) е футболист свободен агент, играе като централен нападател, но може да се изявява еднакво успешно и по двете крила на атаката. Високият му ръст му позволява да играе успешно с глава. Роден е на 6 ноември 1991 г. в Ню Йорк Сити, САЩ и е от норвежки произход, притежава двойно гражданство.

## Състезателна кариера
Започва да тренира професионално футбол в отборите на Волеренга и Тьонсберг. През сезон 2011 – 12 преминава в „Антекера“ състезаващ се в четвъртото ниво на испанския футбол.
На 5 август 2012 г. преминава в състезаващия се в Сегунда дивисион Б отбор на Атлетико Балеарес където е съотборник с Валтер Пандиани.
През лятото на 2014 г. подписва с португалския втородивизионен Атлетико Лисабон за срок от 2 години. Печели наградата за най-добър футболист на месец август и септември в Лига де Онра.
Доброто му представяне в шампионата привлича вниманието на отбори като Бенфика, Спортинг и Белененсеш, но до трансфер не се стига. Според португалската преса Бенфика е предложила 300 000 евро плюс други двама състезатели, но ръководството на Атлетико е отхвърлило офертата, като са поискали трансферна сума в размер на 500 000.
Двойното му гражданство е причина да влезе в полезрението на скаутите на националните отбори на САЩ и Норвегия.
След един сезон и изиграни общо 30 срещи в които отбелязва 15 гола подписва за 2,5 години с Литекс. .

## Литекс
Дебютът му е на 28 февруари 2015 г. при домакинската победа над Лудогорец с 1 – 0. . Отбелязва първият си хеттрик за Литекс на 23 май 2015 при домакинската победа на Литекс над Лудогорец с 4 – 2 .